# Sit (otok)
Sit  je otok u hrvatskom dijelu Jadranskog mora, smješten između otoka Pašmana od kojeg je udaljen oko 2,4 km i otoka Žuta udaljenog oko 3,4 km. Dug je 3,65 km tako da je, iza otoka Kornata, otoka Žuta, otoka Jadre (Piškere) i otoka Kurbe Vele, peti po dužini među Kornatskim otocima. Srednja mu je širina oko 500 m. Sastoji se samo od jedne gorske kose, kojoj se najviša uzvisina Veli vrh (84 m) nalazi na JI kraju otoka, središnje brdo Vlašić visoko je 78, a Borovac na SZ kraju 60 m. Obala nije znatnije razvedena, osim kod uvale Pahaljica (Čitapićev porat) na sjeveru otoka.